# Louise Brown (politiker)
 Ikke at forveksle med Louise Brown.
Louise Brown (født 15. oktober 1980) er en dansk coach og politiker. Hun har siden folketingsvalget 2022 været folketingsmedlem for Liberal Alliance, valgt i Østjyllands Storkreds. Hun har tidligere været kandidat til byrådet i Randers for Venstre.

## Baggrund
Louise Brown er født 15. oktober 1980. Hun voksede op i Langå og Stevnstrup i en efter hendes eget udsagn dysfunktionel familie, der var præget af alkohol og svigt.
Brown tog en HD fra Aalborg Universitet i organisation og ledelse 2012-14 og har siden taget forskellige coaching-uddannelser. Da hun i 2022 blev valgt til Folketinget, arbejdede hun som selvstændig coach og mental træner.

## Politisk karriere
Ved kommunalvalget i 2017 stillede Brown op som byrådskandidat for Venstre i Randers Kommune, men blev ikke valgt ind. I 2019 meldte hun sig ind i Liberal Alliance. Hun var regionsrådskandidat for dette parti i Region Midtjylland i 2021, igen uden at blive valgt ind. Men ved folketingsvalget 2022 blev hun valgt ind i Folketinget på det sidste af Liberal Alliances tre mandater i Østjyllands Storkreds efter Alex Vanopslagh og Jens Meilvang. Brown fik 1.085 personlige stemmer. Ved folketingsgruppens konstituering efter valget blev hun epidemi- og sundhedsordfører.